# Mistrzostwa Świata w Judo 1956
1. Mistrzostwa Świata w Judo odbyły się 3 maja 1956 w Tokio (Japonia). Rywalizowali na nich tylko mężczyźni.

## Klasyfikacja medalowa
| Miejsce | Państwo  |   |   |   | Razem |
| ------- | -------- | - | - | - | ----- |
| 1       | Japonia  | 1 | 1 | 0 | 2     |
| 2       | Francja  | 0 | 0 | 1 | 1     |
|         | Holandia | 0 | 0 | 1 | 1     |

## Medaliści
| Konkurencja: | Złoto:          | Srebro:              | Brąz:                        |
| Open         | Shokichi Natsui | Yoshihiko Yoshimatsu | Henri Courtine Anton Geesink |